# Jean-Charles Gille-Maisani
Jean-Charles Gille-Maisani, connu sous le nom de Jean-Charles Gille, né le 22 mai 1924 à Trèves (Province de Rhénanie) et mort le 29 janvier 1995 à Sainte-Foy (Québec), est un ingénieur, psychiatre, psychologue et graphologue français, émigré au Canada.

## Biographie
Il est le fils d'Angéline Jeanne Maisani, née en 1885 à Ajaccio, et de Charles Étienne Gille (1874-1963), né et mort à Romagne-sous-les-Côtes dans la Meuse, colonel du génie, commandeur de la Légion d'honneur, titulaire de la croix de guerre 1914-1918.
Il naît à l'hôpital militaire de Trêves, alors que son père, chef de bataillon au 52e génie, fait partie des troupes d’occupation de la Rhénanie, en application du traité de Versailles.

Ingénieur diplômé de l’École polytechnique,, il intègre le corps des ingénieurs militaires de l’aéronautique, corps qui a ultérieurement été regroupé avec d’autres corps dans le corps des ingénieurs de l’armement. Il poursuit ses études aux États-Unis et obtient une maîtrise en génie physique de l'université Harvard. De retour en France, il obtient une licence de lettres spécialisée en psychologie, puis un doctorat en médecine à la faculté de médecine de Paris.
Il exerce par la suite dans le Service technique aéronautique français et il est professeur, directeur d'études puis sous-directeur de l'École nationale supérieure d'aéronautique de Paris. L'enseignement de l’« automatique » commence en France en 1956, à l'ENSA, sous son impulsion. Il a pris conscience de l'intérêt des automatismes lors d'un séjour aux États-Unis, notamment lors de ses passages au M.I.T. et à l'université Harvard, intérêt essentiellement lié aux applications militaires. À partir des années 1960, il enseigne l'automatique et les mathématiques à la faculté des sciences et de génie de l'université Laval de Québec, au Canada, où il devient professeur titulaire en 1967, et se fixe définitivement au Québec.
En 1963, il est témoin de la défense au procès de Jean Bastien-Thiry, polytechnicien et ingénieur spécialisé en aéronautique comme lui et d'une promotion voisine, impliqué dans l'attentat du Petit-Clamart contre le général de Gaulle, alors président de la République française.
Il publie une multitude d'œuvres dans des domaines assez variés comme les mathématiques, la modélisation et la conception de systèmes asservis (le pilotage automatique), la psychologie, la caractérologie, la graphologie, le rapport entre les groupes sanguins et le caractère, etc.

## Publications

### Quelques œuvres en mathématiques et en sciences physiques
En collaboration avec Marc Clique:
- La représentation d´état pour l´étude des systèmes dynamiques, Paris : Eyrolles, 1975
- Calcul matriciel et introduction à l´analyse fonctionnelle, Lidec, Montréal, 1984
- Systèmes linéaires. Équations d´état, Paris : Eyrolles, 1984

En collaboration avec Paul Decaulne et Marc Pélegrin:
- Systèmes asservis non linéaires, Dunod, Paris, 1967
- Dynamique de la commande linéaire, Dunod, Paris, 1985

En collaboration avec S. Wegrzyn, Pierre Vidal et O. Palusinski:
- Introduction à l´étude de la stabilité dans les espaces métriques, Dunod, Paris, 1971

### Quelques œuvres de psychologie et graphologie
- Écriture de poètes. De Byron à Baudelaire, Dervy-Livres, Paris, 1977
- Écritures de compositeurs. De Beethoven à Debussy, Dervy-Livres, Paris, 1978
- Types de Jung et tempéraments dans l’écriture. Corrélation avec le groupe sanguin. Utilisation en psychologie appliquée, Maloine, 1978
- Écritures de poètes. Graphologie et poésie. De Sully-Prudhomme à Valery, Dervy-Livres, Paris, 1981
- Poésie, Musique et Graphologie, Dervy-Livres, Paris, 1988
- Adam Mickiewicz, poète national de la Pologne. Étude psychanalytique et caractérologique, Bellarmin, Montréal, 1988
- Psychologie de l'écriture, Payot, Paris, 1990

En collaboration avec Fanchette Lefebure:
- Graphologie et test de Szondi, 2 volumes, Masson, Paris, 1990

## Prix et distinctions
- 1994 : Prix Summa (volet enseignement) de l'université Laval[6].

## Citations
- « Nous sommes pressés, allons lentement ! » (aussi attribuée à Lyautey)
- « L'avance est une constante, le retard un exponentiel. »
- « Les étudiants de groupes sanguins A étudient mieux à partir de leurs propres résumés. »
- « Vous, vous entrez dans la vie, moi j'en sors, auriez-vous l'obligeance de me vouvoyer. »